# Æthelweard af East Anglia
Æthelweard af East Anglia (død 854) var en angelsaksisk konge over East Anglia, der i 800-tallet inkluderede de moderne counties Norfolk og Suffolk. Der vides ikke meget om hans regeringstid, da de fleste samtidige kilder om East Anglia blev ødelagt af vikingerne, og datoen for hans tronbestigelse er usikker. Han blev efterfulgt af Edmund Martyren, der siges at være blevet kronet 25. december 854.